# N. Scott Momaday
Navarre Scott Momaday (Lawton, 27 febbraio 1934 – Santa Fe, 24 gennaio 2024) è stato uno scrittore e anglista statunitense vincitore del Premio Pulitzer per la narrativa nel 1969 per il romanzo Casa fatta di alba.

## Biografia
Navarre Scott Momaday nacque il 27 febbraio 1934 a Lawton, nell'Oklahoma dalla pittrice Natachee Scott Momaday e dallo scrittore Al Momaday.
Di etnia Kiowa, crebbe a stretto contatto con i Navajo e con gli Apache occidentali. Compì gli studi all'Università del Nuovo Messico (B.A. nel 1958) e all'Università di Stanford dove si laureò nel 1963.
Esordì nel 1968 con il romanzo Casa fatta di alba, vincendo il Premio Pulitzer l'anno seguente e contribuendo alla rinascita della letteratura dei nativi americani.
Professore di letteratura inglese all'Università dell'Arizona e consulente dal 1970 del National Endowment for the Arts e del National Endowment for the Humanities, nella sua lunga e prolifica carriera letteraria scrisse un altro romanzo, The Ancient Child, nel 1989, un memoir, raccolte di poesie, testi teatrali, racconti per ragazzi e saggi sul folklore dei nativi americani ricevendo nel 2018 l'Anisfield-Wolf Book Award alla carriera.
Nel 2021 fu insignito della Medaglia Robert Frost, riconoscimento riservato a migliori poeti statunitensi.

## Opere

### Romanzi
- Casa fatta di alba (House Made of Dawn, 1968), Milano, Guanda, 1979 ISBN 88-7746-026-1.
- I nomi (The Names: A Memoir, 1976), Milano, La salamandra, 1992.
- The Ancient Child (1989).

### Folklore
- The Journey of Tai-me (1967)
- Il viaggio a Rainy Mountain (The Way to Rainy Mountain, 1969), Milano, La salamandra, 1988
- The Native Americans: Indian County (1993)
- The Man Made of Words: Essays, Stories, Passages (1997)

### Poesia
- Angle of Geese (1974)
- The Gourd Dancer (1976)
- In the Presence of the Sun (1992)
- Again the Far Morning: New and Selected Poems (2011)
- The Death of Sitting Bear (2020)

### Racconti
- La strana e verace storia della mia vita con Billy the Kid (e altre storie), Roma, Salerno, 1993 ISBN 88-8402-127-8

### Teatro
- The indolent boys (1993-1994)
- Three Plays: The Indolent Boys, Children of the Sun, and The Moon in Two Windows (2007)

### Narrativa per l'infanzia
- Circle of Wonder: A Native American Christmas Story (1994)
- Four Arrows & Magpie: A Kiowa Story (2006)

### Miscellanea
- In the Bear's House (1999)